# Architettura islamica

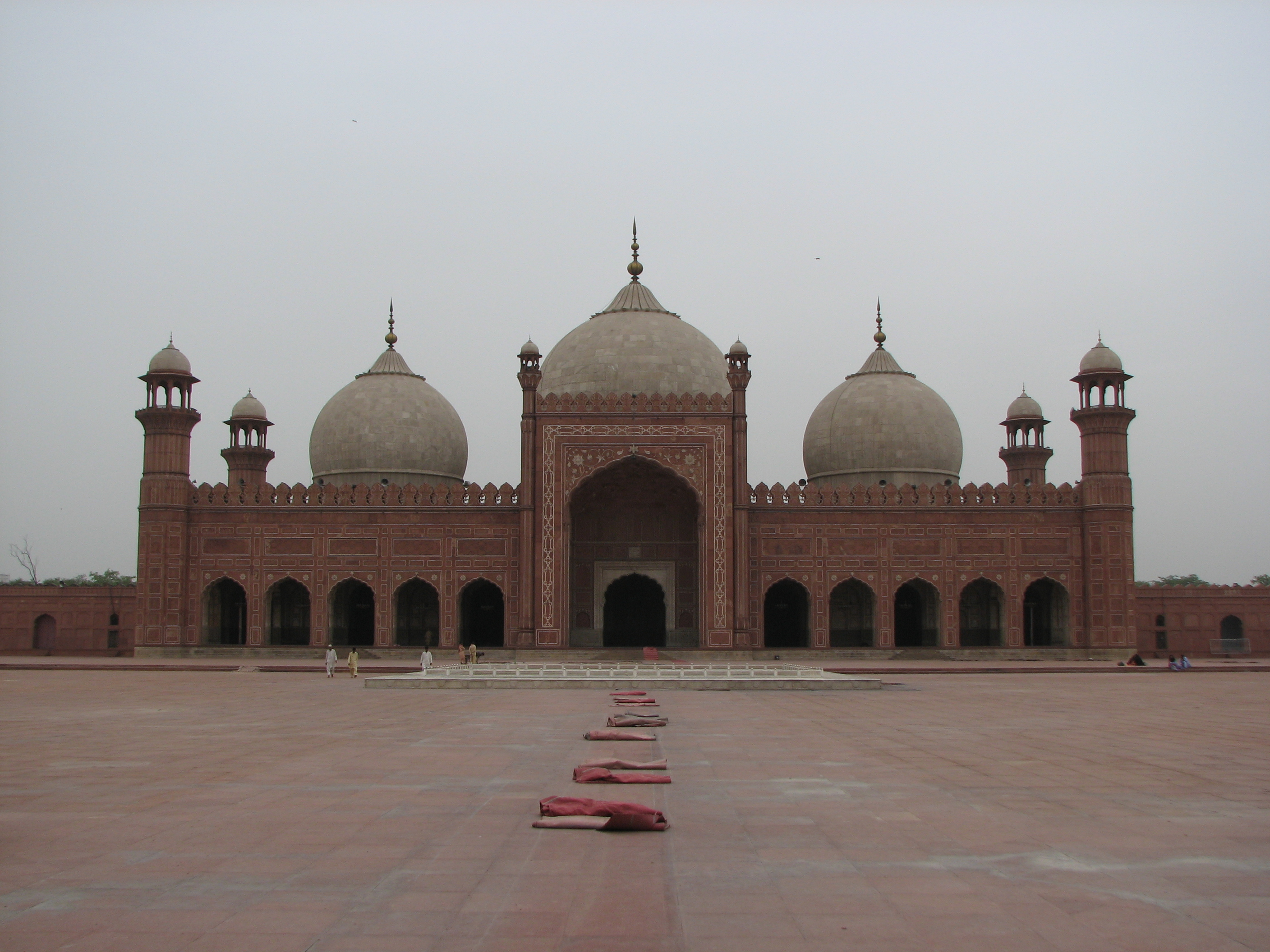
Moschea Imperiale, Lahore, Pakistan

L'architettura islamica (in arabo عمارة إسلامية‎?) raccoglie stili artistici della cultura islamica dall'ottavo secolo fino ai giorni nostri.
Si sviluppò sulla forma architettonica antica romana e bizantina e si propagò velocemente in Egitto, nell'Africa settentrionale, in Sicilia, in Spagna, in Siria, in Persia e in India. Stile elegante e ricco, ebbe massimo sviluppo nella Spagna conquistata dagli arabi nel 711 d.C. dove nei numerosi monumenti moreschi ancora esistenti si possono osservare tutti i vari tipi di archi, che costituiscono uno degli elementi fondamentali di questa architettura.
Le sue forme architettoniche tipiche sono le cupole sorrette da pilastri. Gli edifici più frequenti sono: la moschea (masjid); la scuola per l'insegnamento religioso (madrasa) con annesso il (sabil), la tomba (maqbara), le case dei nobili (mahal), oltre a palazzi (qasr) e i giardini (hadika), le fortificazioni (kala'a) e gli ospedali (bimaristan).

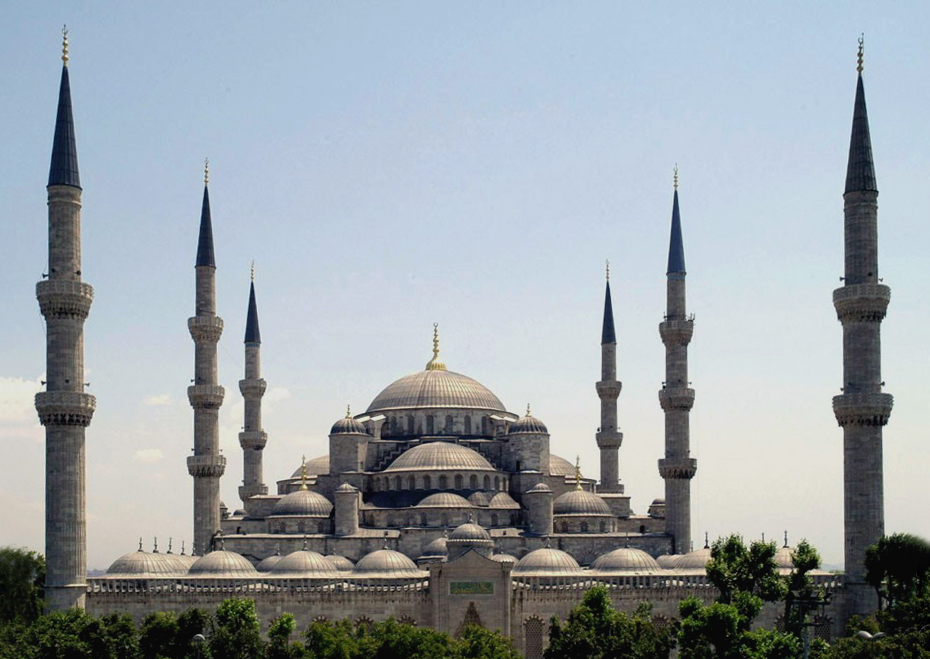
La Moschea Blu di Istanbul, Turchia.

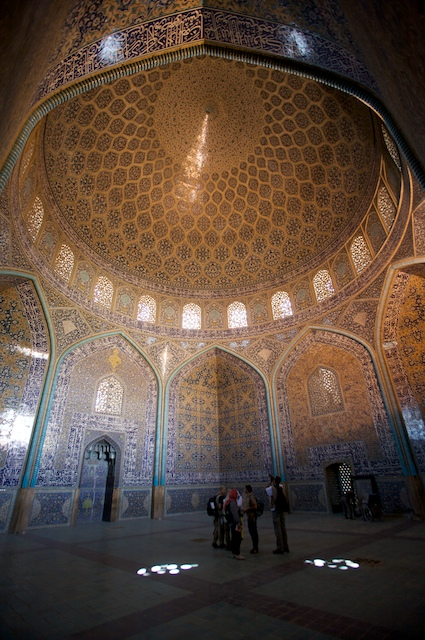
Interno della cupola nella Moschea dello sceicco Lotfollah, a Esfahan in Iran.

## Tipologie
Le principali tipologie costruttive dell'architettura islamica sono la moschea, la tomba, il palazzo e la fortificazione.
Si suole affermare che la colonna, l'arco e la cupola sono la sacra triade dell'architettura islamica poiché dalla combinazione di tali elementi essa deriva la bellezza ed originalità che la caratterizzano. Tipica è la volta a stalattiti o ad alveare.

## Storia
Nel 630 l'esercito di Maometto conquista la città di Mecca, strappandola alla tribù pagana dei Quraysh da cui lui stesso proveniva. Viene dunque riconsacrato ad Allāh il santuario della Kaʿba, precedentemente dedicato al dio Hubal.
La ricostruzione del tetto, portata a termine prima della morte di Maometto (632), viene eseguita secondo una tradizione da un carpentiere naufrago etiope, ebreo o siriaco. Questo santuario rappresenta di fatto una delle prime opere di grande respiro dell'Islam. Le pareti sono all'epoca decorate con pitture di Gesù, di sua madre Maria (Maryam), Abramo (Ibrāhim), di vari profeti, angelo/angeli, di una colomba e di alberi, che Maometto farà cancellare, con la sola eccezione dell'immagine della colomba (forse lo Spirito Santo e di Gesù che, sotto il nome di ʿĪsā, è considerato un grande profeta, precursore dello stesso Maometto).
Quanto sopravvisse non sfugge però ai danni di un devastante incendio che, nel 692, distrugge per intero la Kaʿba, in margine alla guerra civile che contrappose al-Ḥajjāj, generale dell'omayyade Abd al-Malik ibn Marwan ad ʿAbd Allāh ibn al-Zubayr.

## Influenze e stili tradizionali di età omayyade

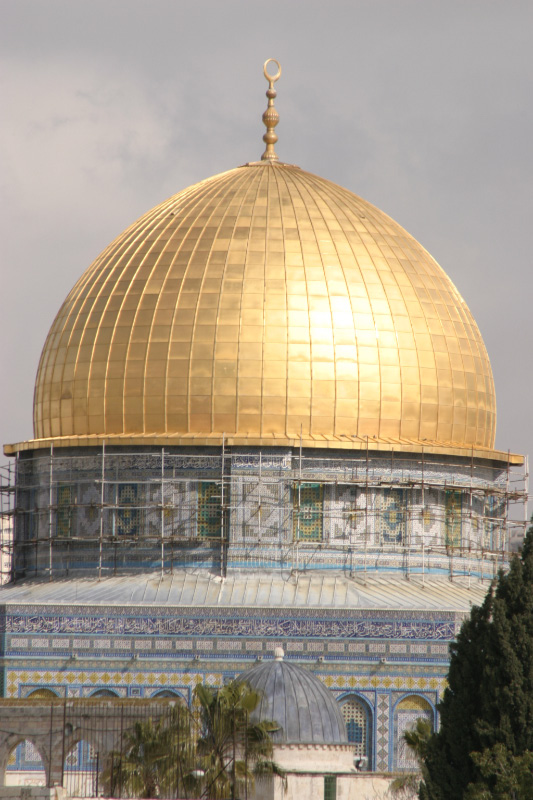
La moschea della Roccia di Gerusalemme è un esempio-chiave dell'architettura islamica

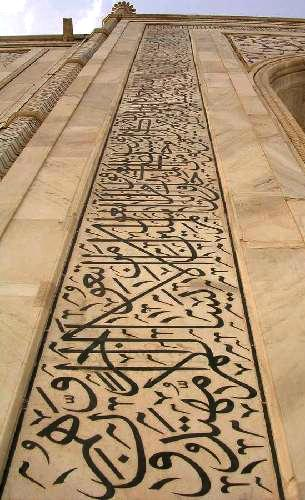
Calligrafia araba nel gran pishtaq o portale di accesso al Taj Mahal di Agra.

Poco dopo la morte del profeta Maometto, uno stile architettonico islamico facilmente riconoscibile si sviluppa a partire dai modelli romano, egizio, persiano, sasanide e bizantino.
Il secolo VII vede l'espandersi territoriale dei musulmani che, una volta stabilitisi nella regione vicino-orientale, identificano i luoghi atti alla costruzione di nuove moschee. In questo periodo, la semplicità stilistica, derivata dalla semplice tradizione araba, caratterizza tanto le costruzioni ex novo di moschee o altri edifici come i riadattamenti di edifici preesistenti alle mutate esigenze di culto.
Il primo vero grande committente di una nuova e rilevante opera pubblica, architettonicamente di notevole pregio, è proprio il califfo omayyade ʿAbd al-Malik che, per evitare che i suoi sudditi si potessero recare a La Mecca, esponendosi alla propaganda a lui sfavorevole di Ibn al-Zubayr, dette ordine di edificare nel 691 la Cupola della Roccia (Qubbat al-Sakhrāʾ) a Gerusalemme. Compaiono qui le coperture a volta, la cupola circolare e l'uso di fregi decorativi stilizzati e ripetitivi (arabeschi).
Tale decisione viene imitata, su assai più vasta scala, dal figlio al-Walīd I che commissiona due assoluti capolavori dell'architettura araba-musulmana: la cosiddetta moschea degli Omayyadi di Damasco e l'omonima moschea di Aleppo.
In seguito, a partire dal secolo VIII, la dottrina islamica basata sugli ʾaḥādīth vide con sfavore l'ornamentazione in cui fosse riprodotta la figura umana, prediligendo un'ornamentazione fitoforme o puramente epigrafica, sfruttando abbondantemente la grazia dell'alfabeto arabo.

## Stili ornamentali
Il ricercatore scientifico Peter J. Lu, in uno studio pubblicato su Science, ha analizzato gli schemi ornamentali prodotti dall'architettura islamica del 1300 e ha scoperto un modello complesso creato partendo da tasselli a poligoni e stelle chiamati "girih". Un disegno elaborato estremamente preciso che in Occidente è stato per la prima volta "scoperto" nel 1970 grazie all'intuizione del fisico e matematico britannico Roger Penrose. In realtà dietro quella che sembrava fino a oggi l'abilità certosina di un'affermata scuola artigiana si nascondono sofisticate formule matematiche che l'Occidente avrebbe compreso solo 500 anni dopo, a partire dal 1970.

## La prima architettura islamica

### Arabia Saudita

#### Il centro
La regione del Najd, "l'altopiano", sorge isolata al centro della penisola. È nota per ospitare le due capitali del regno: Dir'iyyah, la vecchia, e Riyadh, la nuova. Sempre qui si trovano le incisioni rupestri più antiche risalenti al 7000-6500 a.C. testimoni di numerosi insediamenti di varie popolazioni.
Dir'iyyah è l'antica capitale, è da qui che viene l'attuale dinastia regnante degli Al Saud. Oggi, vari edifici sono stati restaurati e riportati all'antica maestosità. Dir'iyyah è stata fondata nel XV secolo da antenati della famiglia reale. Tra Sette e Ottocento raggiunse il massimo splendore durante il primo impero saudita. Nel 1818 gli Ottomani, dopo sei anni di assedio, la conquistarono devastandola. Fu allora che gli Al Saud trasferirono la capitale del regno poco più a sud fondando l'attuale Riyadh.
Old Riyadh è invece la "nuova" capitale. Il centro storico di Riyadh è stato fondato nel 1818 dagli al Saud dopo essere stati cacciati da Dir'iyyah. L'attuale famiglia regnante qui insediò il suo quartier generale. L'architettura è molto simile a quella della vecchia capitale con case e palazzi di mattoni di fango e paglia essiccati al sole. Alcune delle costruzioni risalgono a metà Novecento. L’area giace abbandonata da anni.
Majma'ah e Sadus si trovano sulla strada tra Riyadh e Ha'il. Sadus è pochi chilometri a nord di Dir'iyyah e i suoi edifici sono in rovina mentre Majmah'ah, che si trova a circa 200 chilometri dalla capitale, è in corso di restauro. Vari edifici sono stati riportati alle condizioni originarie fornendo una immagine chiara di come fosse in origine. Un forte, di cui rimane solo la torre e il perimetro, dominava il centro da una vicina collina.
Le vie carovaniere, che dal sud, attraverso Najran, salivano in Siria ed Egitto, già in periodo preislamico facevano tappa a Ha'il. Il centro è quindi di origine antica, tanto che non lontano si trova la regione di Jubbah dove si trovano iscrizioni rupestri preistoriche. Oltre al Qashla Palace, di gran lunga l'edificio più grande, vi è l'A'arif Palace, descritto nel 1876 come un "immenso castello" dal medico e poeta inglese Charles M. Doughty. La sua mole e posizione testimoniano l'importanza strategica di questo centro.

#### Il nord

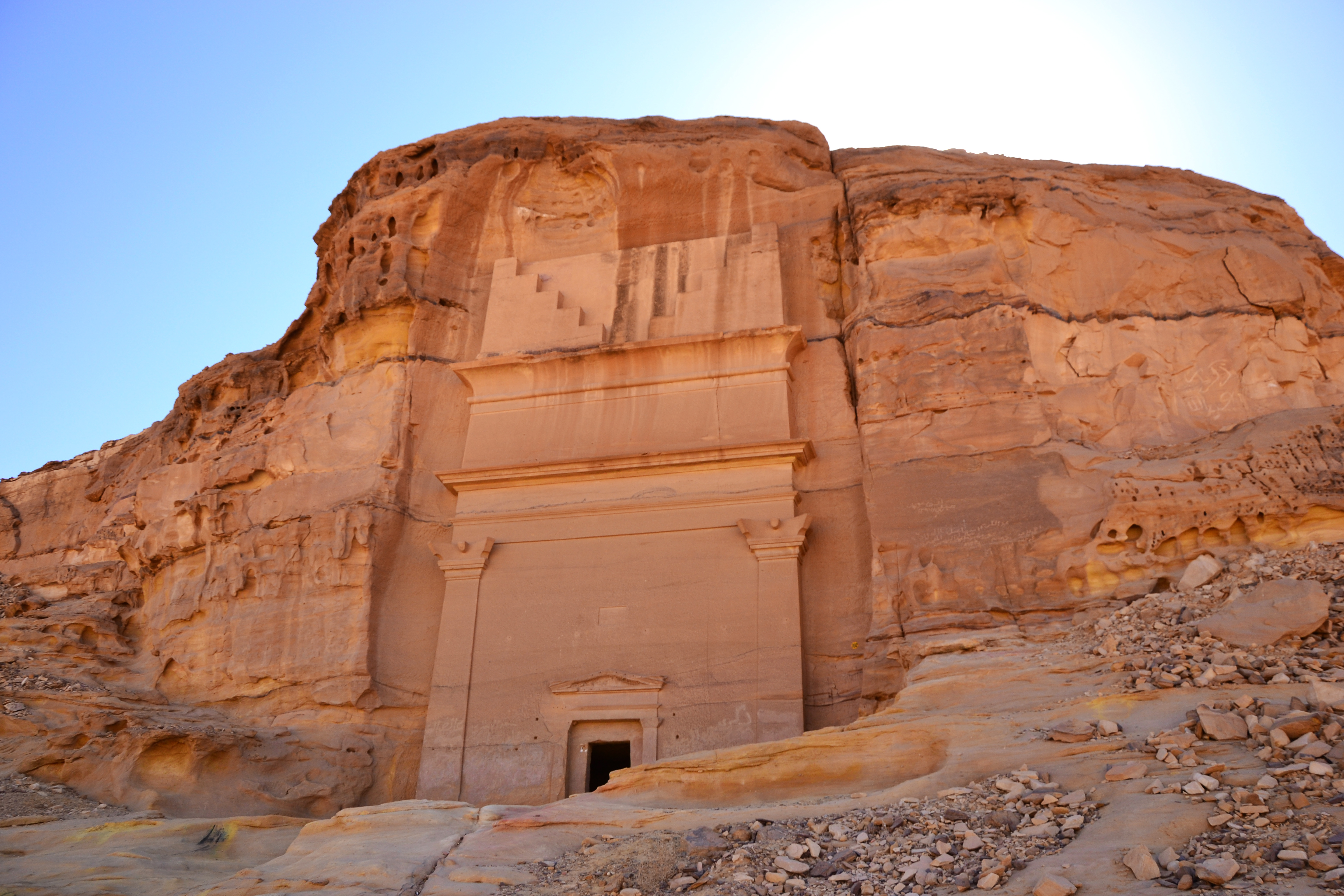
Mada'in Saleh

Una regione arida come tutta la penisola Arabica, ma ricca di testimonianze come poche altre aree. Mada'in Saleh innanzi tutto, ma anche vari forti - militari e residenziali - che sorgono nelle oasi. Insediamenti sparsi nel deserto del nord, isolati ma allo stesso tempo formanti una efficace rete di controllo del territorio. E poi la ferrovia, l'Heijaz Railway, che collegava Damasco con La Mecca, favorendo i pellegrinaggi ma anche il trasporto di truppe. Fortemente voluta dagli invasori ottomani e per questo poi abbandonata alla loro cacciata. Nell'estremo nord del regno, a pochi chilometri dal confine con la Giordania, sorge l'imponente fortezza di Nuri ibn Shalan da poco restaurata. Si erge isolata a fianco di un villaggio di case di mattoni di fango. Nei pressi è anche il Rwallah Fort, esclusivamente militare e meno articolato.
La regione è oggi piuttosto isolata, ma in passato rivestiva un'importanza decisamente maggiore. L'oasi di Sakaka è dominata dal Qasr Zabal (o Za'abel) che sorge ben difeso su un colle. Nelle vicinanze sorgono testimonianze preislamiche come il grande pozzo scavato nella roccia di Bir Sisar (risalente ai primi secoli dell'era cristiana), varie iscrizioni del III e II secolo a.C. nei pressi di Qarah e le steli di Rajajil (circa 2000 a.C.), monoliti di circa 3 metri ingentiliti da graffiti. Luogo di transito tra i più importanti per accesso alla penisola arabica da nord, Al Jawf (o Al-Jouf) in origine era conosciuta come Domat al-Jandal, la Dumah menzionata nel Vecchio Testamento. Fu poi attaccata dagli Assiri che la presero nel 552 a.C. da Nabonidus, l'ultimo re del periodo neo Babilonese della Mesopotamia.
Posto a circa 70 chilometri da Tabuk, Al-Quarayyat è un importante sito archeologico che data all'inizio dell'era cristiana. Il primo esploratore europeo a visitarlo fu Moritz nel 1903. Una lunga cinta muraria delimita la cittadella posta in cima a un colle sommamente panoramico. Qui transitavano le carovane che raggiungevano i porti della Palestina e, successivamente, la "rotta siriana" dei pellegrinaggi.
Tabuk è situato sulla via carovaniera dell'incenso e sulla "rotta siriana" dei pellegrinaggi; oggi rimane solo il forte a testimoniare i trascorsi fasti. Risale al periodo degli Abbasidi ma è stato ricostruito più volte. La sua posizione strategica è confermata dalla presenza della grande stazione della Hijaz Railway che collegava Damasco con La Mecca. Mada'in Salih, l'antica Hegra, è la Petra saudita. Pochi luoghi evocano la penisola Arabica come "la città di Saleh". Della seconda città nabatea per importanza oggi rimangono solo le tombe monumentali. Non grandi come quelle di Petra ma inserite in un contesto ambientale di sicuro fascino. I Nabatei si erano arricchiti con l'esazione dei dazi per la protezione delle carovane dell'incenso che transitavano sui loro territori dirette ai porti palestinesi sul mediterraneo.

#### Il sud
Ci vollero secoli prima che i Romani imparassero a circumnavigare la Penisola Arabica decretando la fine della Via dell'incenso. La preziosa resina proveniente dall'Hadramaut transitava nell'Asir, che in arabo significa "difficile" proprio per le difficoltà che le carovane di cammelli incontravano nell'oltrepassare i suoi monti, e raggiungeva i porti sul Mediterraneo. I centri del Sud hanno prosperato con questo commercio e le loro architetture sono state influenzate dalla vicinanza con lo Yemen.
Anche se non sono molte le architetture tradizionali che rimangono ad Abha, la capitale dell'Asir, in questo centro a 2200 m slm il suo interesse rimane alto essendo il centro amministrativo e culturale della regione. Qui si possono ancora incontrare gli "uomini fiore", con in testa una ghirlanda di fiori, aggirarsi tra le torri tronco piramidali in mattoni di fango, un tempo eleganti e protette dimore signorili. Il paesaggio che attornia il centro di Al Atef è caratterizzato dalle rocce. Lo stesso villaggio si articola attorno a sproni di roccia che affiorano dal terreno e spesso le torri vi vengono costruite sopra. Anche ad Al Atef la costruzione alterna i mattoni di fango con le lastre di pietra ma qui a volte vengono aggiunte delle fasce dipinte.
Bilad Qahtan è il villaggio più colorato di tutta l'Arabia. Qui vige una regola ferrea: gli uomini costruiscono le case e le donne le decorano. Ecco che tutta la creatività femminile viene infusa in fantastiche decorazioni geometriche dagli sgargianti colori. La tradizione viene tramandata da madre in figlia e ricorda, per forme e modalità, una usanza molto simile diffusa nei villaggi nubiani in Sudan.

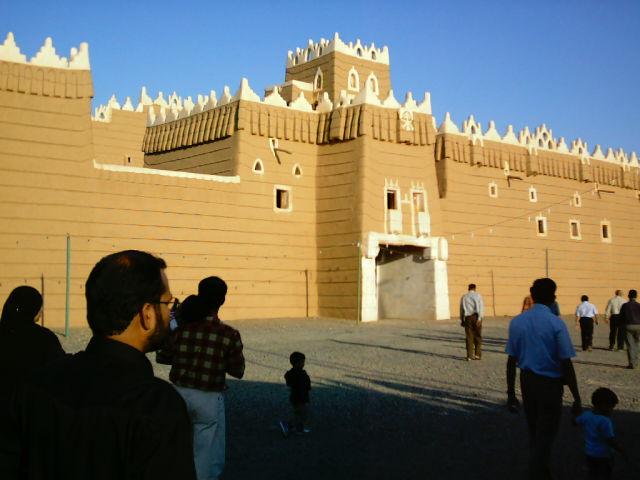
Forte di Najran

La città di Nejran è sempre stato un crocevia di rotte commerciali. Varie vie carovaniere facevano tappa nell'oasi di Nejran nei loro spostamenti da Yemen, Oman, India e Persia verso il nord della Penisola Arabica, il Mediterraneo e l'Egitto. Qui, a due passi dalla frontiera, gli stili architettonici si fondono creando uno stile a metà strada tra quello saudita e quello yemenita.

#### L’est
I centri principali dell'enorme Provincia Orientale sono concentrati di fronte al Bahrain e fino a metà del secolo scorso erano poco più che villaggi. Alcuni di questi si distinguevano per l'intraprendenza mercantile dei suoi abitanti e per le dimensioni delle architetture che vi sorgevano: Al-Hufuf, Qatif e Darin, sull'isola di Tarut ad esempio. Qui sorgono alcuni tra gli insediamenti più antichi del regno risalenti al periodo sumero e databili intorno al IV millennio a.C.
Il commercio delle perle, la produzione dei datteri, i porti sul Golfo Persico ne facevano un punto di partenza o di transito per il flusso delle merci che circolavano tra la Penisola Arabica e l'Oriente. Ci volevano sette giorni di viaggio nel deserto alle carovane di cammelli per raggiungere l'oasi di Al Hufuf. Ma la vista delle piantagioni di palme da dattero e i commerci che qui si tenevano ripagavano la fatica. Oggi degli antichi fasti rimane il Qasr Ibrahim, un grande complesso fortificato che con l'antica moschea che sorge al suo interno rappresenta una delle emergenze architettoniche più interessanti della Provincia Orientale.

#### L’ovest

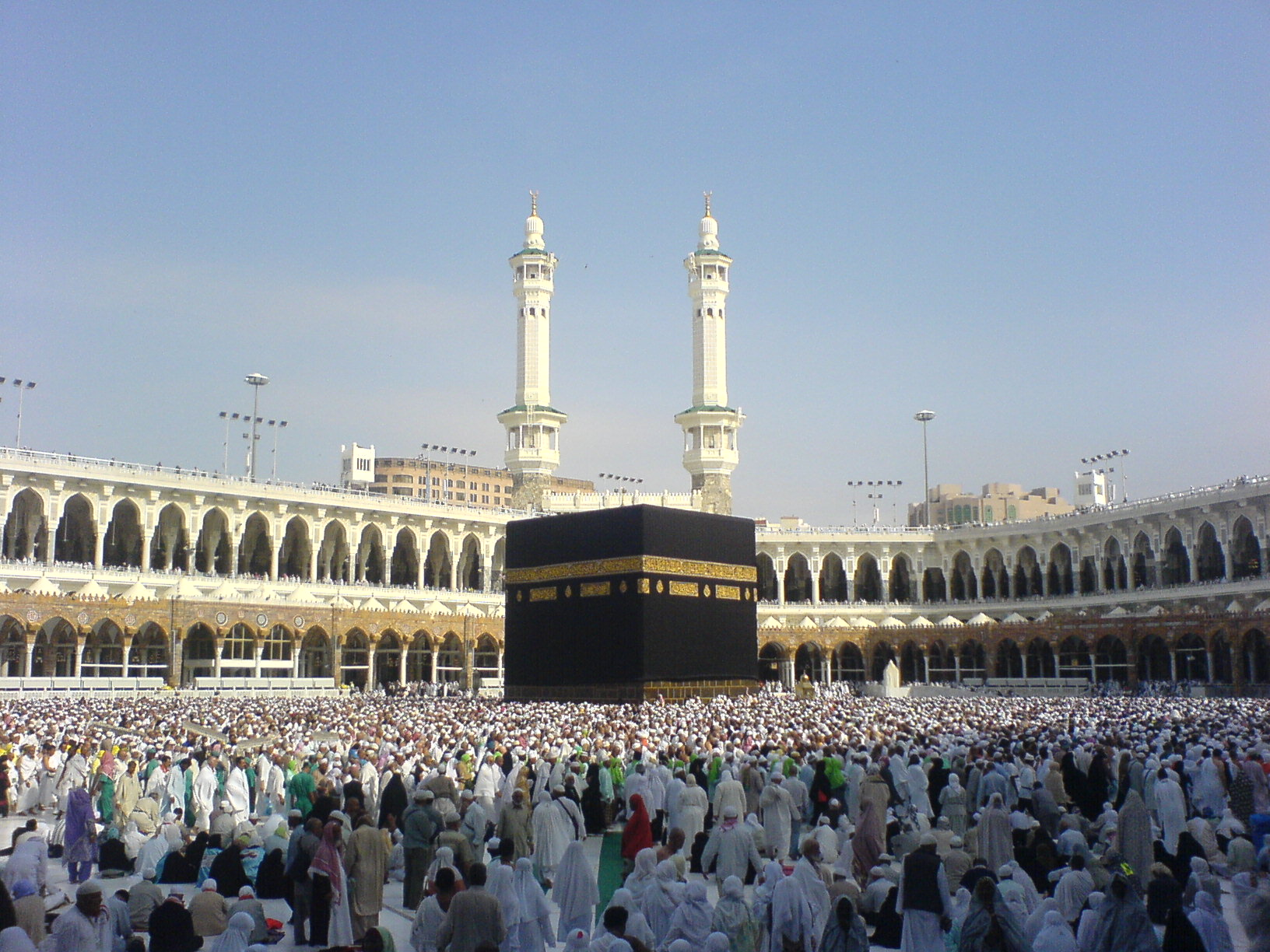
La Kaaba nel Al-Masjid al-Haram alla Mecca

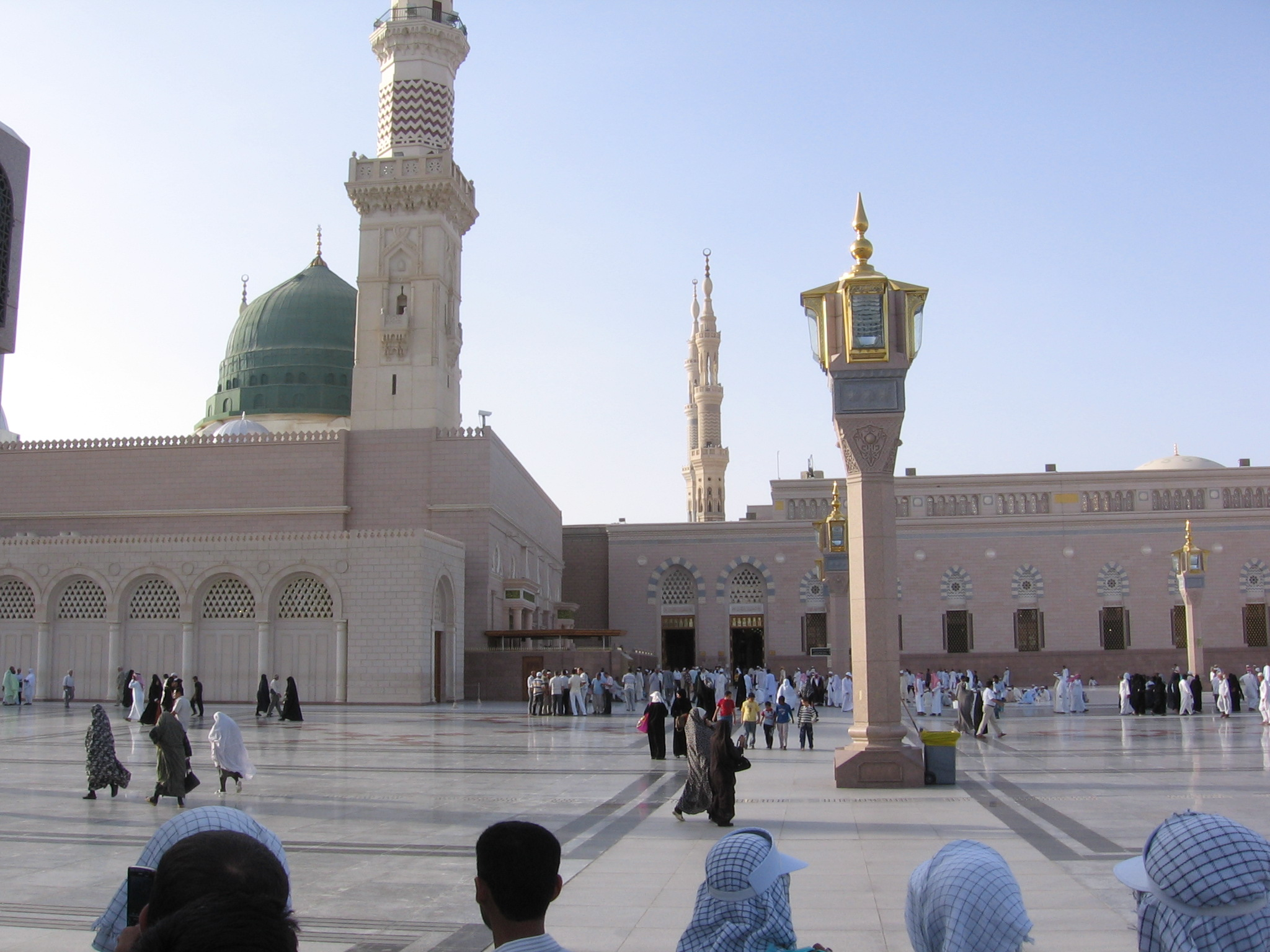
La Moschea del Profeta

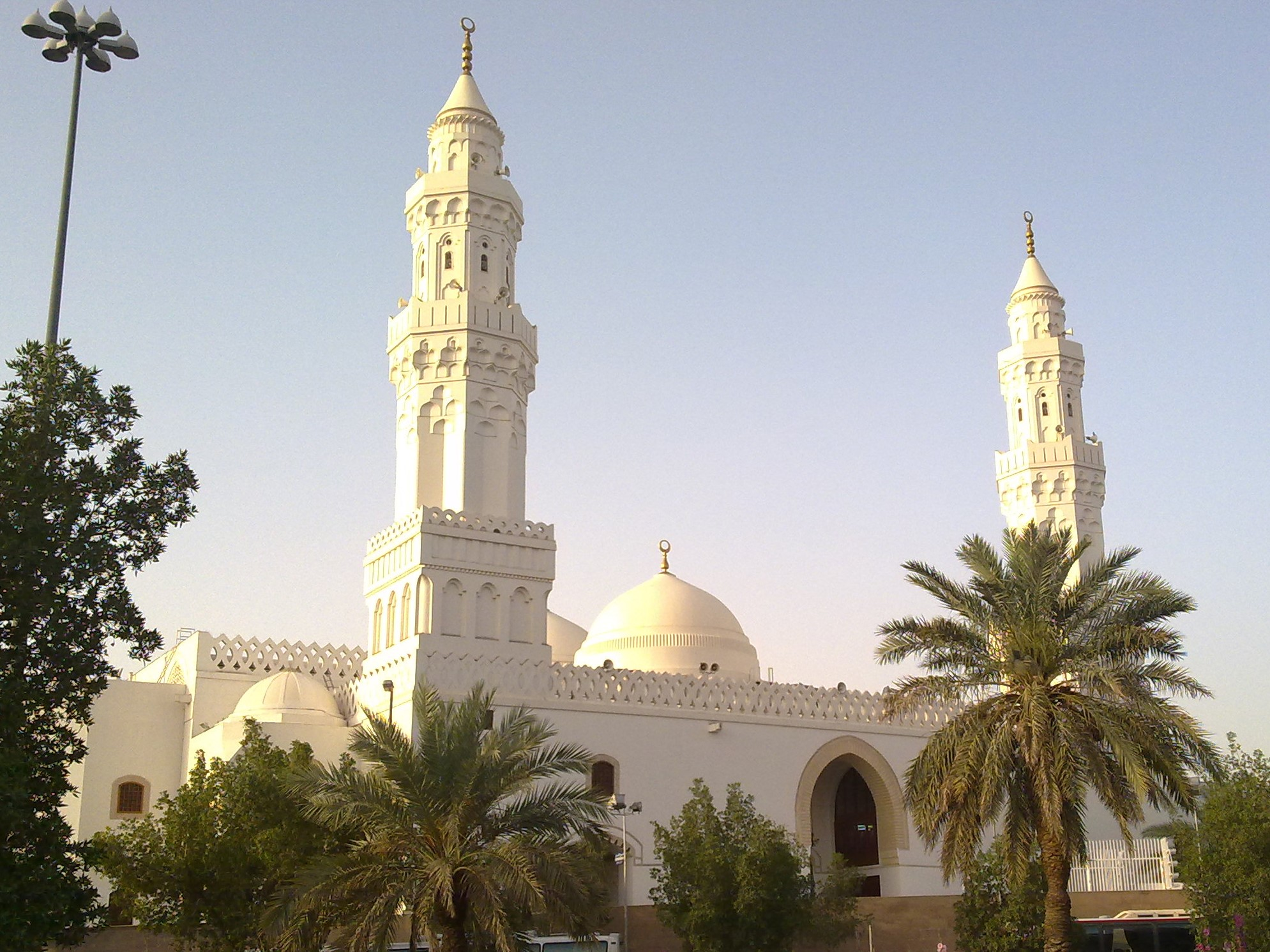
Moschea al-Qiblatain a Medina, detta delle due qible perché qui si spostò la direzione di preghiera da Gerusalemme alla Mecca

È la regione delle Città Sante ma anche di Jeddah, il centro più cosmopolita del regno. Di sicuro è la regione più visitata dagli stranieri, sia per motivi religiosi durante l'Hajj o l'Umrah, che per i commerci che ruotano attorno al porto di Jeddah. Tradizione e innovazione convivono con echi di paesi lontani in un'area che è il centro dell'universo islamico.
La Mecca è il punto di partenza ma anche punto di arrivo dell'Islam e il simbolo stesso del Regno. Tutta la città ruota attorno alla Grande Moschea che sorge sui luoghi sacri legati alla fede di Abramo. Ampliata nei secoli ha ormai raggiunto dimensioni enormi e rappresenta l'edificio di culto più grande del mondo.
Medina, la seconda Città Santa nasce dall’originaria oasi di Yathrib che era conosciuta già in epoca assira. Il prefetto romano Elio Gallo la riporta nelle sue mappe durante la spedizione per raggiungere i luoghi di produzione dell'incenso. Nel 622 vi si trasferisce Maometto dando inizio al calendario islamico. Da allora il suo nome è mutato in Madinat al-Nabi, "La città del Profeta", anche per via della costruzione della Moschea del Profeta.
Gedda invece ha rivestito e riveste tuttora il ruolo di porta verso l'Occidente. Nella Al-Balad, la città vecchia, sorgono le case in legno e corallo volute da facoltosi mercanti che da qui sovrintendevano alla spedizione dello loro merci. Le alte case si caratterizzano per le musciarabie, balconi o finestre a sporto in legno, schermate da fitti ricami che permettono di vedere senza essere visti.

### Nordafrica

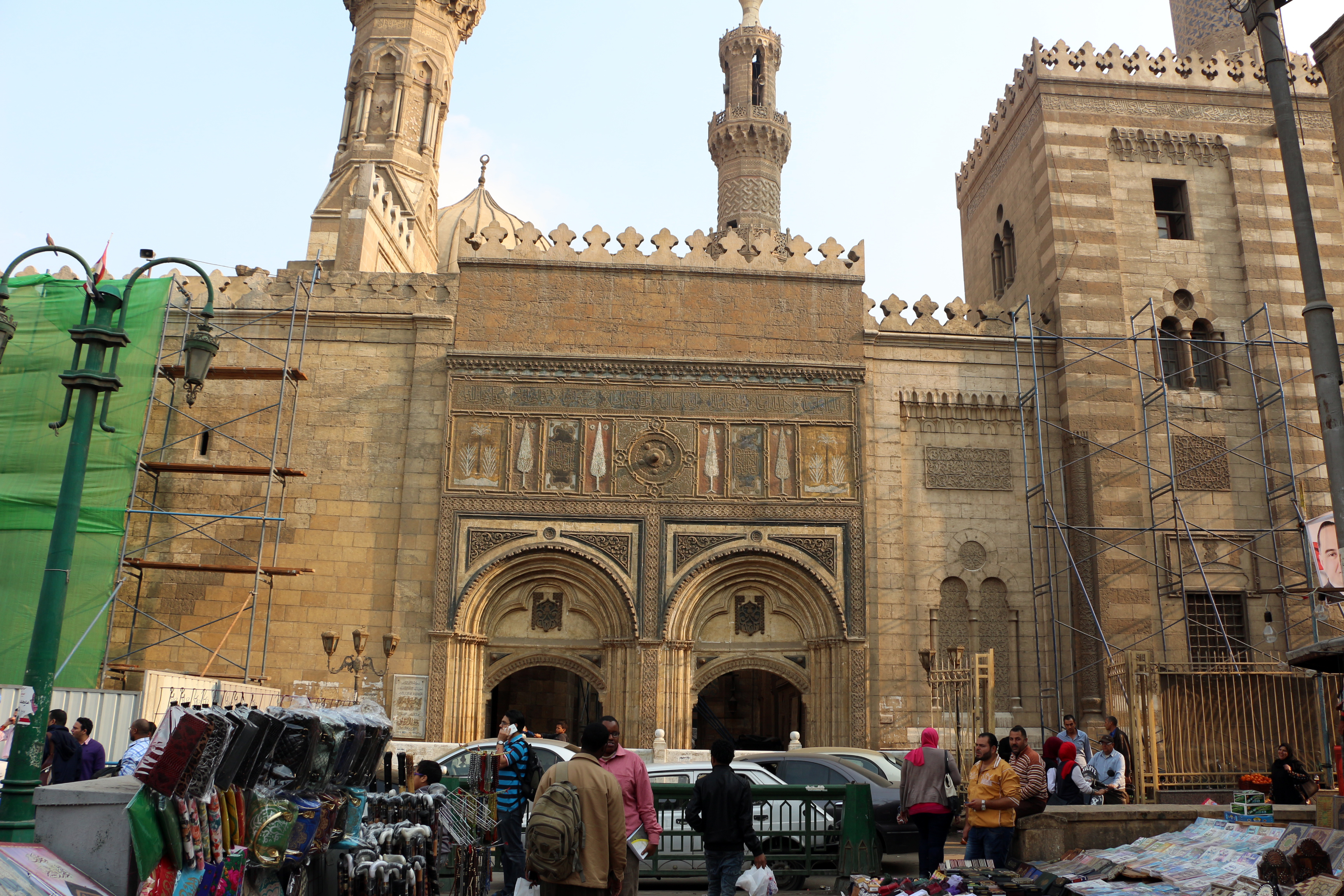
Ingresso principale della Moschea di al-Azhar al Cairo .

### Sahel

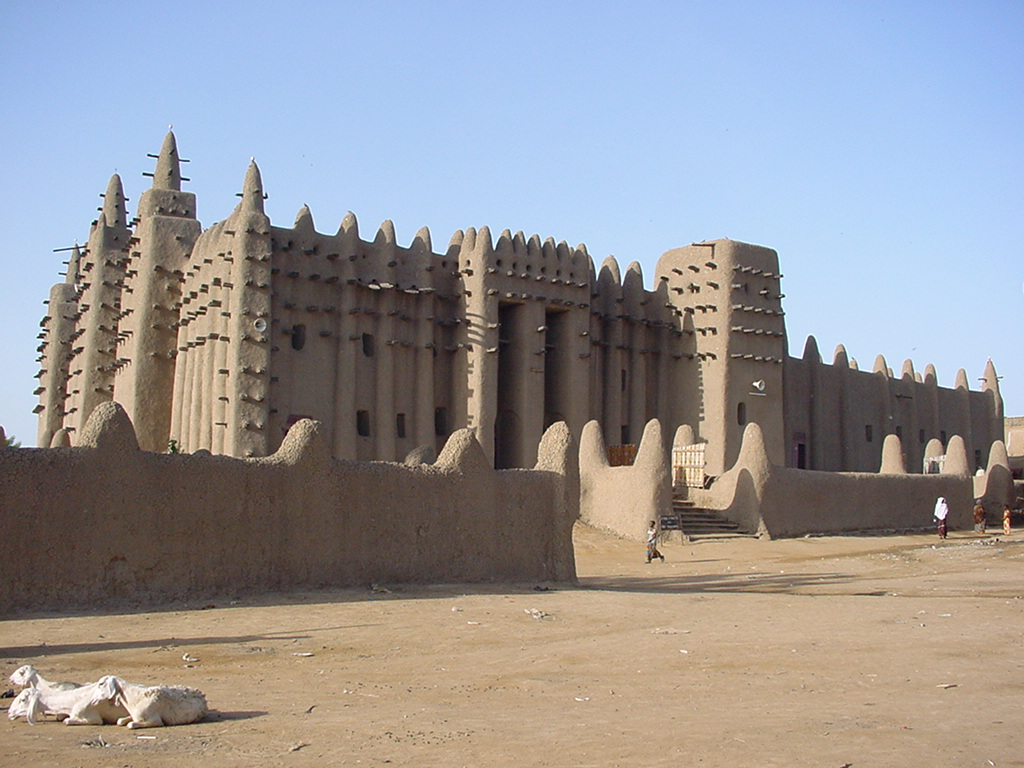
Grande moschea di Djenné, Mali

### Spagna

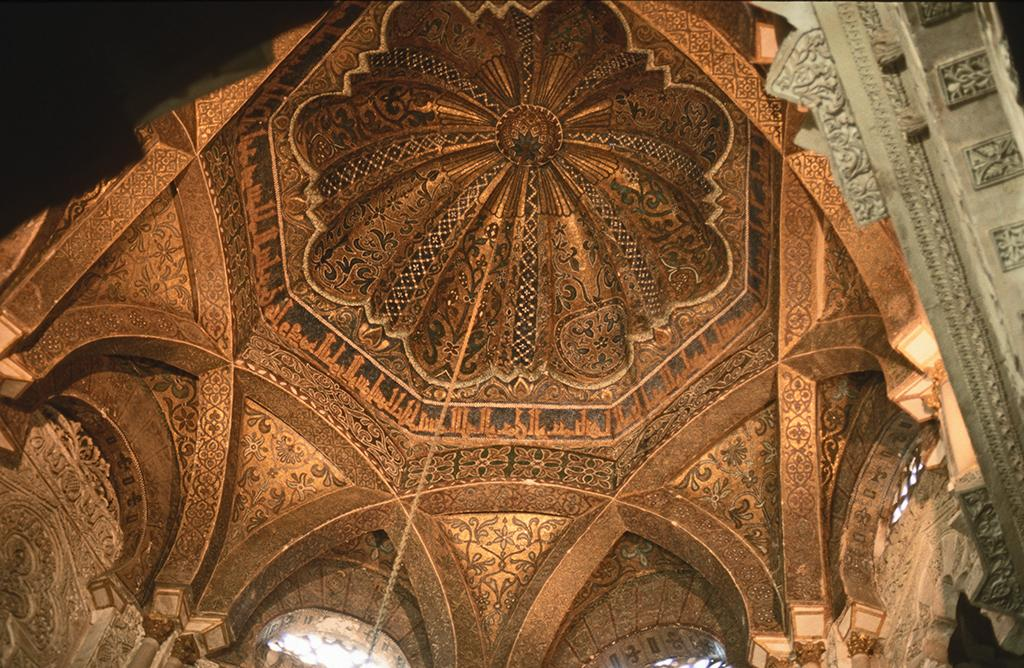
La cupola della Mezquita a Córdoba,in Spagna

L'arte islamica in Spagna si esplicò soprattutto nell'architettura e nella decorazione. L'esempio più splendido è rappresentato dallo stile mudéjar, sviluppato dagli artigiani musulmani che approdarono in Andalusia. I musulmani portarono con sé l'arte di costruire castelli che, per le sofisticate strutture offensivo-difensive, risultarono invincibili sino all'uso della polvere da sparo. In particolare si ricorda l'espediente raffinato dell'ingresso a gomito, tipico di tutte le costruzioni islamiche di Spagna. I primi castelli omayyadi seguivano lo schema bizantino a pianta quadrata o rettangolare, con torri circolari unite da cortine.

## Tarda architettura classica

### Egitto

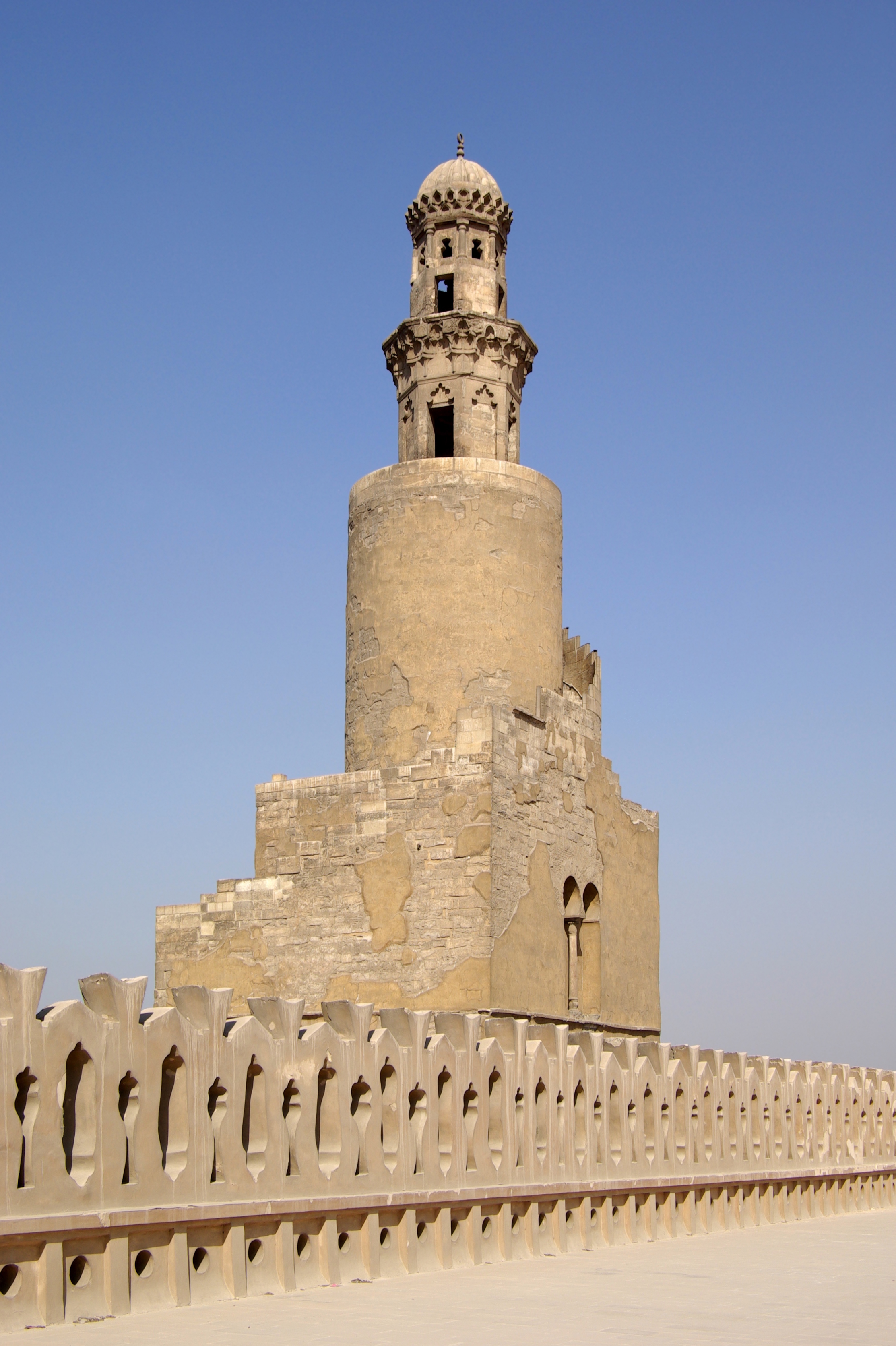
Minareto della Moschea di Ahmad ibn Tulun al Cairo.
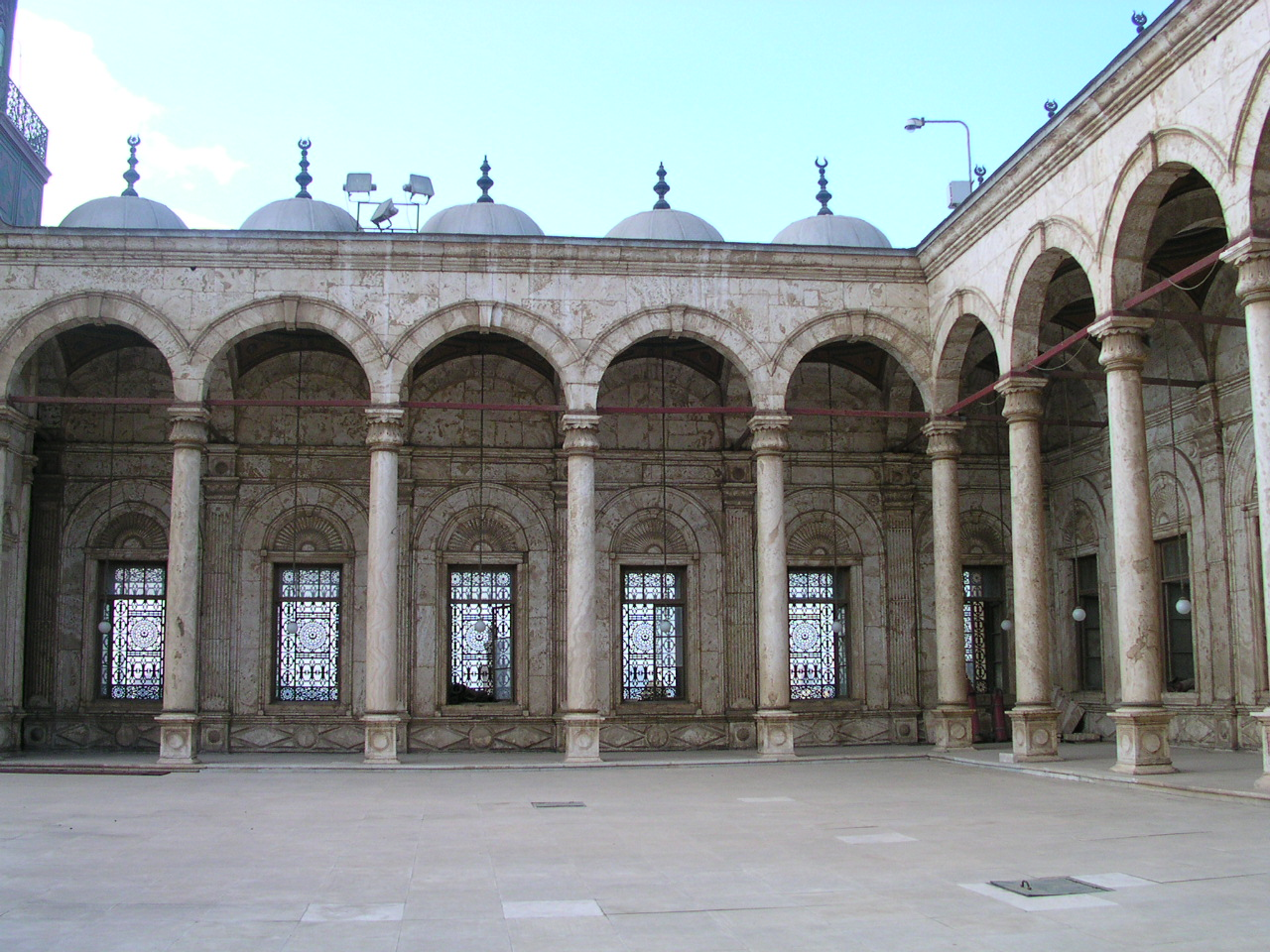
I portici del cortile interno della Moschea di Muhammad Ali al Cairo.

### Persia

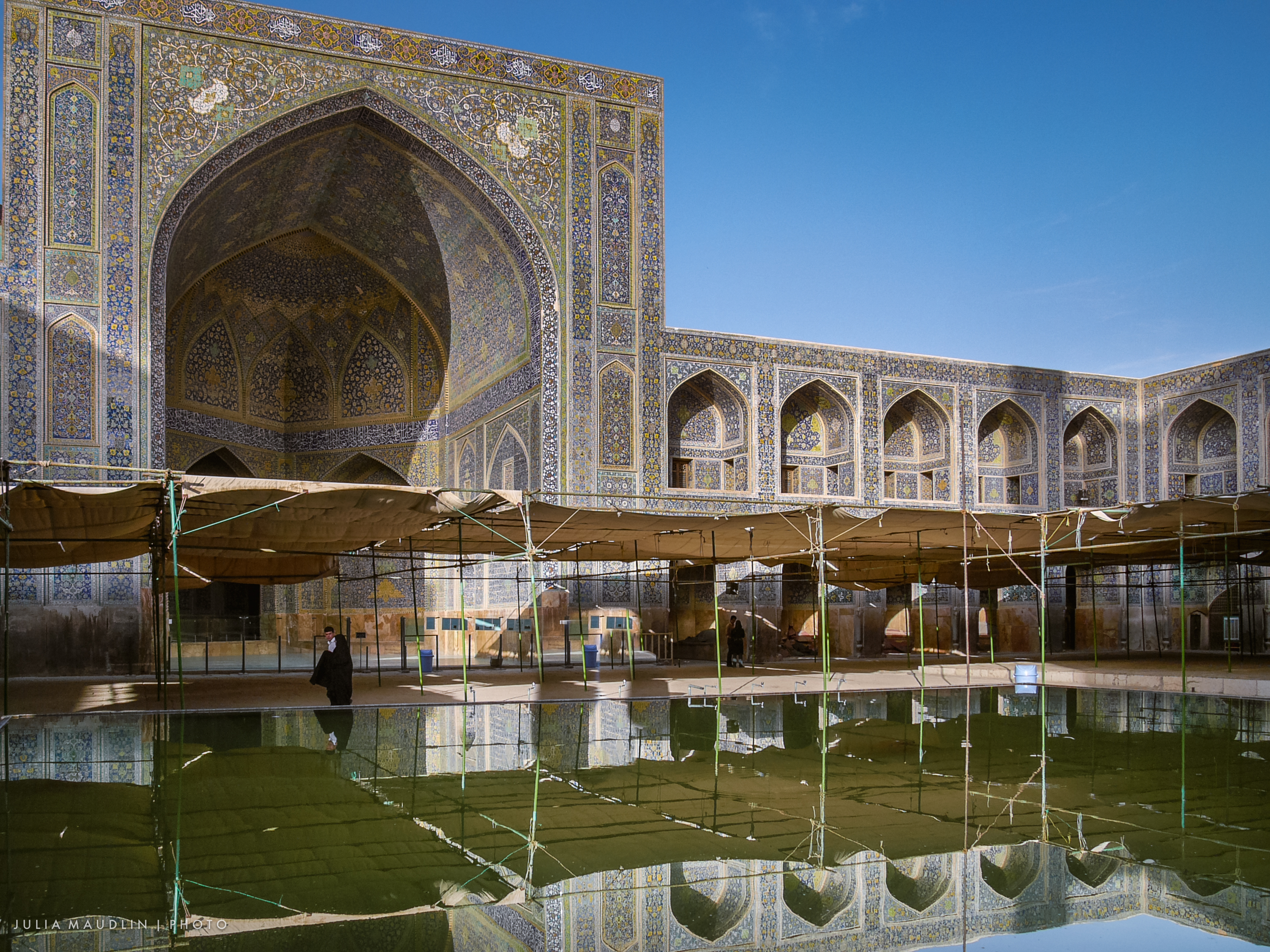
Piscina di abluzione nella Moschea dell'Imam, Esfahan, Iran.

### India

Il mausoleo di Taj Mahal ad Agra, India.

## Architettura islamica moderna e contemporanea

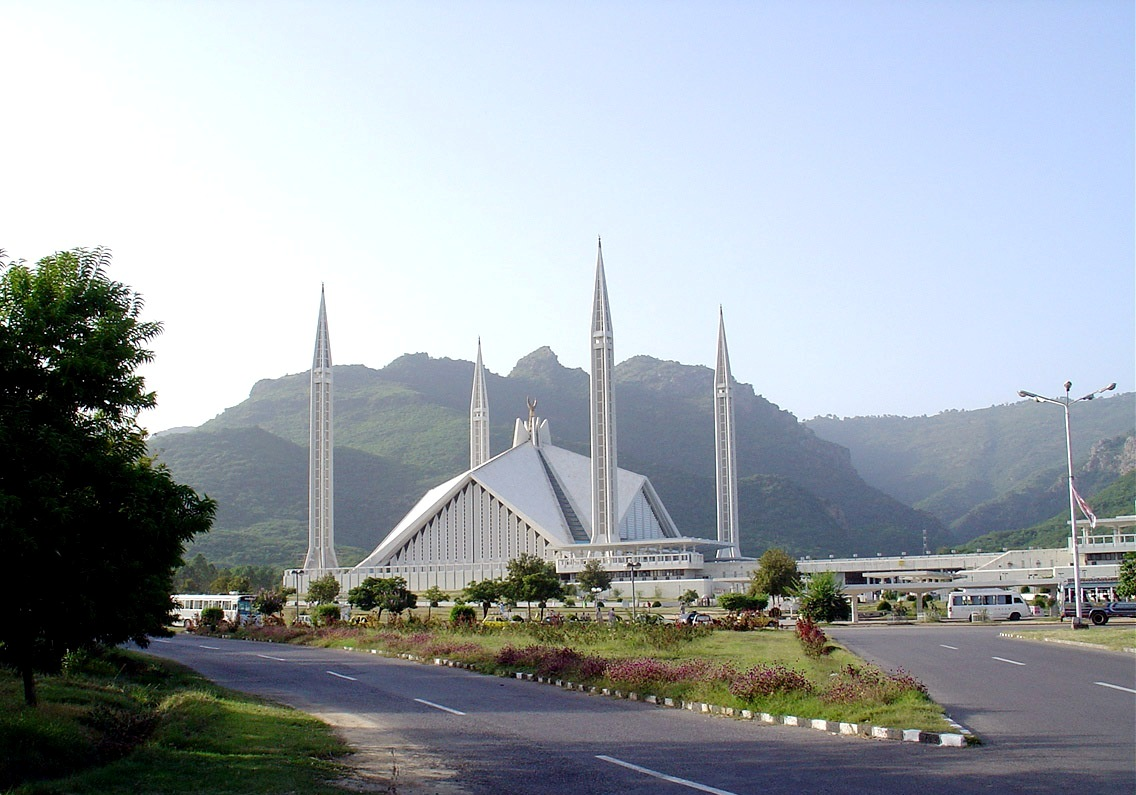
Moschea Faysal a Islamabad, Pakistan
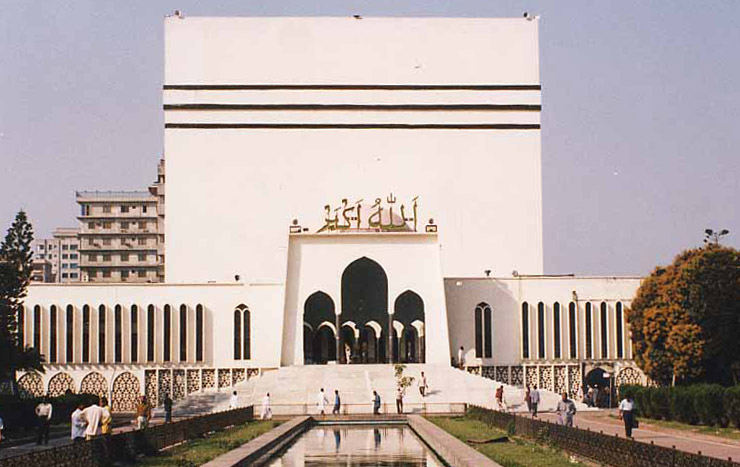
Moschea Baitul Mukarram di Dacca, Bangladesh
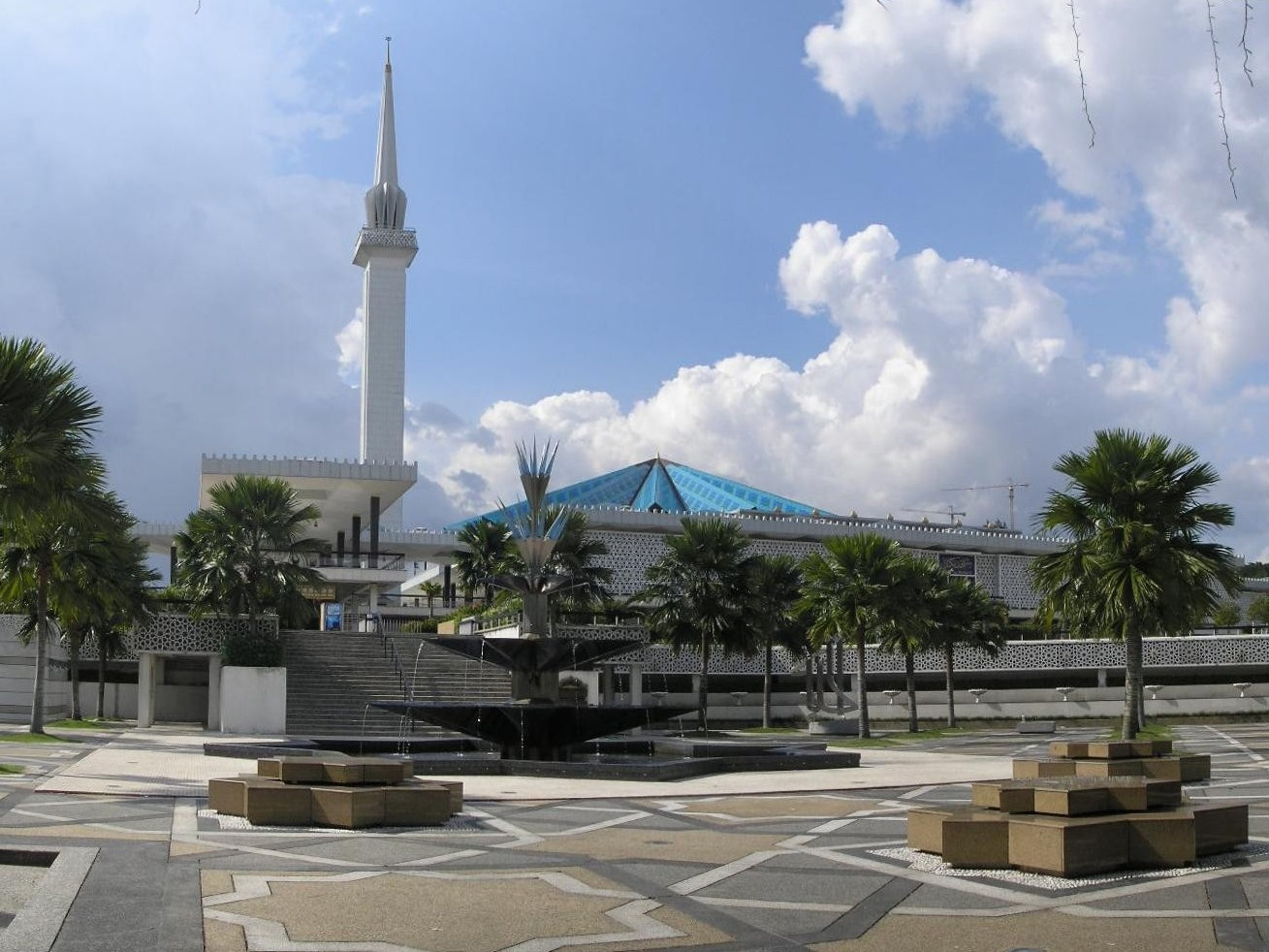
Moschea nazionale della Malesia a Kuala Lumpur

## Curiosità
Il termine arabo hindesah designa originariamente l'atto della misura, ma per estensione significa anche sia geometria che architettura. L'associazione di entrambe le parole dimostra quando l'architettura islamica abbia come suo fondamento l'idea di esprimere tramite la geometria l'architettura, essendo un'espressione divina. L'ordine geometrico espresso dall'architettura islamica si collega anche all'espressione platonica «Dio geometrizza sempre» (ἀεὶ ὁ Θεὸς), il che significa che esso si esprime secondo un'armonia geometrica della natura.